# ألبرت جون لوتولي
البرت جون لوتولى هو سياسي جنوب أفريقي ولد سنة 1898 وتوفي في 21 يوليو 1967 . تزعم المجلس الإفريقي القومي بين 1951 و 1958. تحصل على جائزة نوبل للسلام سنة 1960 على عمله على إنهاء التفرقة العنصرية, الأبارتيد, في جنوب أفريقيا.

## بداية حياته
وُلد ألبيرت جون مفومبي لوتولي في محطة بعثة سولوسي بالقرب من بولاوايو جنوبي روديسيا، المسماة حاليًا بزمبابواي، ورغم أن تاريخ ميلاده الدقيق لا يزال مجهولًا، حسب سنة ميلاده على أنها 1898، وكان أبوه، جون بونيان لوتولي، أصغر أبناء قائد قبيلة في غروتفيل في محمية بعثة أومفوتي بالقرب من ستانغر الواقعة في ناتال، وأصبح مبشرًا مسيحيًا في كنيسة اليوم السابع الأدفنتستية، وكان يعمل حينما وُلد ألبيرت كمفسّر بين شعب الماتابيلي في روديسيا، وحظي وزوجته متونيا غوميدي بثلاثة أطفال آخرهم ألبيرت، ونظرًا لعدم توفر معلومات عن إخوته، افتُرض أن ألبيرت كان الناجي الوحيد بينهم.
وبعد وفاة الأب بين عامي 1906 و1908، انتقل البيرت وأمه لمنزل العائلة الموروث في غروتفيل، حيث عاشا مع عائلة عمه، مارتن لوتيلي، الذي كان خلف جده في قيادة القبيلة، ومن ثم التحق ألبيرت بدعم من أمه، التي كانت تعمل حينها كغاسلة بالأجرة، بالمدرسة الأبرشانية التبشيرية عام 1911، حيث درس حتى الصف الرابع المعياري، وتشرب العادات والقيم القبلية من عمّه.
في عام 1914، نُقل ألبيرت لمعهد أولانج، وكان مدرسة داخلية أدارها جون دوبي؛ الرئيس المؤسس للمجلس الوطني المحلي لجنوب أفريقيا، ودرس لفصلين، ونُقل بعد نجاحه في امتحانات آخر السنة إلى معهد ميتودي في إديندال، بالقرب من بيترماريتزبورغ ليتلقى دورة تدريب للمعلمين، وتخرج منه عام 1917.

## التعليم
لدى إكماله الدورة التدربيبة في إيديندال، قبل لوتولي بمنصب الناظر والمعلم الوحيد في مدرسة ابتدائية في بلوبوش القروية، في نيوكاسل الواقعة في ناتال، وهنا قُبل في الكنيسة الأبرشانية وأصبح واعظًا غير رسمي، وتلقى في عام 1920 منحة حكومية ليرتاد دورة تدريبية عليا للأساتذة في كلية أدامز، والتحق تباعًا بكادر الكلية التدريبي، فدرّس إلى جانب ز. ك. ماثيوز، الذي كان رئيس مدرسة كلية أدامز الثانوية حينئذ، ورفض لوتولي منحة لجامعة فورت هار ليؤمن الدعم المادي لأمه.
وفي عام 1928 أصبح سكرتيرًا لدى جمعية المعلمين الأفريقيين، وتولى رئاسة الجمعية عام 1933، وكان نشطًا في الحركة التبشيرية.

## قائد القبيلة
في عام 1933، طلب كبار القبيلة من لوتولي أن يصبح قائدًا للفرع المسيحي من هذه القبيلة الزولوية خلافةً لعمه، وتردد في القرار طوال سنتين، لكنه قبل في النهاية في بدايات عام 1936، واحتفظ بمنصبه حتى أزاحته الحكومة الأبارتيدية عام 1953، ولكن أفراد قبيلته استمروا بتلقيبه رمزيًا بالقائد طوال ما تبقى من حياته.

## نشاطه المناهض للأبارتايد
في عام 1936، سلبت الحكومة الأفريقيين السود في مقاطعة كيب حقهم في الاقتراع؛ علمًا أنهم كانوا الوحيدين من نوعهم الذين امتلكوا هذا الحق أساسًا في ذاك الوقت، وفي عام 1948، تبنى الحزب الوطني، الواقع تحت سيطرة الحكومة آنذاك، سياسة الأبارتايد (التفريق)، وشُددت قوانين الاجتياز طوال العقد التالي.
قبُيل انخراط لوتولي بالمجلس الوطني الأفريقي، كان فردًا في اللجنة التنفيذية للمجلس المسيحي في جنوب أفريقيا، وكان أحد مندوبيها لمؤتمر تبشيري دولي عُقد في مدراس في الهند عام 1938، وفي عام 1944 انضم لوتولي للمجلس الوطني الأفريقي، وانتُخب في العام التالي كعضو في لجنة قسم مقاطعة كوازولو للمجلس، وفي عام 1951 كرئيس لذاك القسم، وفي العام التالي انضم للقادة الآخرين للمجلس في تنظيم حملات سلمية لدحض القوانين التمييزية.
طالبت الحكومة لوتولي، مُدينةً إياه بتضاربه مع مصالحها، بسحب عضويته من المجلس الوطني الأفريقي أو التخلي عن منصبه كقائد قبيلة، لكنه رفض القيام بأي منهما، فجُرّد على إثر ذلك من قيادته للقبيلة.
بعد شهر من ذلك، انتُخب لوتولي كرئيس عام للمجلس الوطني الأفريقي، مُرشّحًا من قبل بوتلاكو ليبالو، الذي أصبح لاحقًا قائد مجلس الوحدة الأفريقية، واستجابت الحكومة مباشرة بفرض حظرين على تحركات لوتولي، كل منهما لمدة سنتين، وعندما انتهت مدة الحظر الثاني عام 1956، حضر لوتولي مؤتمر المجلس الوطني الأفريقي، ليُعتقل ويُتهم بالخيانة بعد شهرين إلى جانب 155 آخرين، وفي كانون الأول عام 1957، بعد نحو سنة من حبسه أثناء جلسات الاستماع الأولية، أُطلق سراحه وسقطت التهم الموجهة ضده مع 64 شخصاُ من رفاقه.

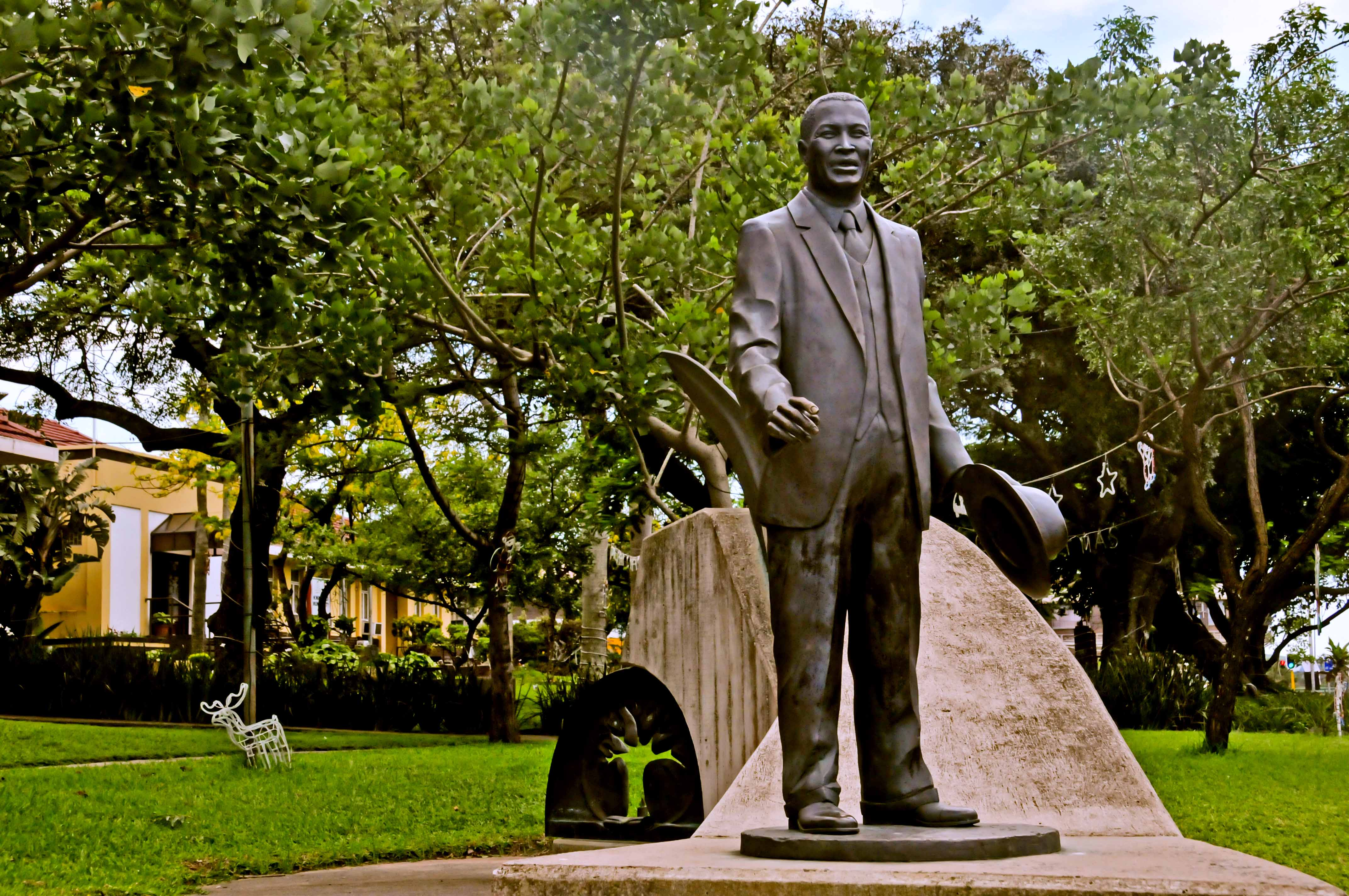
تمثال ألبرت لوتولي في ستانغر في كوازولو ناتال

علمًا أن لوتولي بقي مقربًا من الزمالة الدولية للمصالحة، التي أنشأت فرعًا لها عام 1957 جنوبي روديسيا (زمبابواي).

## الحظر
قيّد لوتولي حظر آخر ضمن نصف قطر قدره 24 كم (15 ميلًا) من منزله طوال خمس سنوات، ورُفع عنه مؤقتًا ريثما شهد في محاكم الخيانة المستمرة، ومن ثم رفع عنه مجددًا في مارس عام 1960 لإتاحة اعتقاله بسبب حرقه نسخة قانون الاجتياز خاصته على العلن بعد مجزرة شاربفيل، وخلال حالة الطوارئ التالية، اعتُقل، وأدين، وغُرّم، وأُعطي حكمًا معلقًا بالسجن، وأُعيد أخيرًا لغروتفيل، كما رُفع الحظر عنه مرة أخيرة لعشرة أيام في بدايات ديسمبر عام 1961، للسماح له ولزوجته بحضور احتفالات جائزة نوبل للسلام في أوسلو، وهي جائزة وصفتها  دي ترانسفالر بالـ «الظاهرة المرضية متعذرة التفسير».

## المجلس الوطني الأفريقي
غطّت قيادة لوتولي للمجلس الوطني الأفريقي فترة النزاعات العنيفة بين الجناحين الأفريقي والميثاقي  للحزب، ويدعي نقاد الجناح الأفريقي أن لوتولي كان مهمشًا في ناتال وفرع المجلس الوطني الأفريقي في مقاطعة ترانسفال، وقد استغل حلفاء الحزب الشيوعي هذا الوضع.
لم يطّلع لوتولي على ميثاق الحرية قبل الهتاف لتبنيه في كليبتاون عام 1955، وبعد قراءة المستند وإدراك أن المجلس، رغم تفوقه العددي، خُفّضت مساهمته لصوت واحد فقط في اتحاد تجاري متعدد الأعراق مؤلف من خمسة أعضاء سُمي بـ (تحالف المجلس)، رفض لوتولي الميثاق، و قبل به جزئيًا لصد الجناح الأفريقي الأكثر راديكالية والذي شبهه بالنازي الأسود.
في عام 1959، انفصل الجناح الأفريقي عن المجلس الوطني الأفريقي إثر خلاف على قضية ميثاق الحرية وإعادة صياغة أوليفر تامبو لدستور المجلس في عام 1958، فأسس مجلس وحدة أفريقيا، والذي شكّل تحديًا حقيقيًا للمجلس الوطني الأفريقي إلى أن دُمّر جناحه العسكري بمخيم إتومابي في تشونيا، تنزانيا في مارس عام 1980.

## رمح الأمة
في ديسمبر عام 1961، أطلق نيلسون مانديلا من المجلس الوطني الأفريقي الإقليمي تنظيم «رمح الأمة» على العلن، دون موافقة لوتولي، في مؤتمر (مشاركة الجميع)، إذ اجتمع مفوّضون لحركات متنوعة لمناقشة التعاون فيما بينهم، وتفوقت جاذبية شخصية مانديلا والشهرة الإعلامية العالمية المتعلقة بمحاكمته وسَجنه، على لوتولي، الذي كان قد أصبح أكثر قنوطًا إثر عزلته، علمًا أن مانديلا ادعى في سيرته الذاتية التي كتبها بنفسه أنه استشار لوتولي ونال موافقته قبل تشكيل تنظيم رمح الأمة.
في عام 1962، انتُخب لوتولي عميدًا لجامعة غلاسغو من قبل طلابه، وشغل هذا المنصب حتى عام 1965، ونظرًا لمنعه من السفر إلى غلاسغو، أنشأ المجلس الوكيل للطلاب منحة لوتولي التمويلية لتمكين الطلاب السود جنوب الأفريقيين من الدراسة في هذه الجامعة.
نشر لوتولي عام 1962 سيرة ذاتية بعنوان اتركوا شعبي وشأنه، وفي عام 1966 التقى به عضو مجلس الشيوخ في الولايات المتحدة الأمريكية روبيرت ف. كينيدي في زيارته لجنوب أفريقيا حينئذ، وناقشا سويةً صراع المجلس الوطني الأفريقي، وقد أدّت هذه الزيارة إلى رفع الوعي العالمي حول مأزق السود في جنوب أفريقيا.

## حياته الشخصية
تزوج لوتولي عام 1927 من نوكوخانيا بينغو، حفيدة قائد الزولو ذوكولو من نغكولوسي، وأنجبا سبعة أطفال، وأمضى سنواته الأخيرة في عزلة قسرية ريثما هجر المجلس الوطني الأفريقي سياسته السلمية، وقد عانى من ارتفاع ضغط الدم، وأصيب ذات مرة بنوبة خفيفة، إضافة إلى تراجع سمعه وبصره مع تقدمه بالعمر.
وفي 21 يوليو عام 1967، تعرض لوتولي لإصابة قاتلة عندما صدمه قطار شحن أثناء عبوره ركائز جسر فوق نهر أوفوتي بالقرب من منزله في ستانغر (كوادوكوزا حاليًا).

## تبجيله
كُرّم لوتولي بيوم عيد على تقويم الكنيسة الأسقفية (الولايات المتحدة الأمريكية) في يوم وفاته، وأُطلق اسمه على شارع في نيروبي، ويشتهر في هذه الأيام بأسواقه الإلكترونية.

## روابط خارجية
- ألبرت جون لوتولي على موقع الموسوعة البريطانية (الإنجليزية)
- ألبرت جون لوتولي على موقع مونزينجر (الألمانية)
- ألبرت جون لوتولي على موقع إن إن دي بي (الإنجليزية)